# Гирич, Андрей Иванович
Андрей Иванович Гирич (1918—1973) — лётчик-ас, участник Великой Отечественной войны, генерал-майор Советской Армии, Герой Советского Союза (1945).

## Биография
Андрей Гирич родился 28 декабря 1918 года в селе Яготин (ныне — город в Киевской области Украины) в рабочей семье. Окончил в 1938 году Киевское речное училище и Киевский аэроклуб. Работал помощником капитана парохода «Ленинград» Днепровского речного пароходства. В 1939 году Гирич был призван на службу в Рабоче-крестьянскую Красную Армию. Окончил Одесскую военную авиационную школу лётчиков. С первых дней Великой Отечественной войны — на её фронтах.
К сентябрю 1944 года майор Андрей Гирич командовал эскадрильей 486-го истребительного авиаполка 279-й истребительной авиадивизии 5-й воздушной армии 2-го Украинского фронта. К тому времени он совершил 439 боевых вылетов, в которых сбил 15 вражеских самолётов лично и 7 — в группе.
Указом Президиума Верховного Совета СССР от 23 февраля 1945 года майор Андрей Гирич был удостоен высокого звания Героя Советского Союза с вручением ордена Ленина и медали «Золотая Звезда» за номером 2277.
К 9 мая 1945 года командир эскадрильи 486-го истребительного авиационного полка (279-я истребительная авиационная дивизия, 3-й гвардейский штурмовой авиационный корпус) майор А. И. Гирич выполнил 478 боевых вылетов, провёл 84 воздушных боя, сбил лично 17 и в составе группы 4 самолёта.

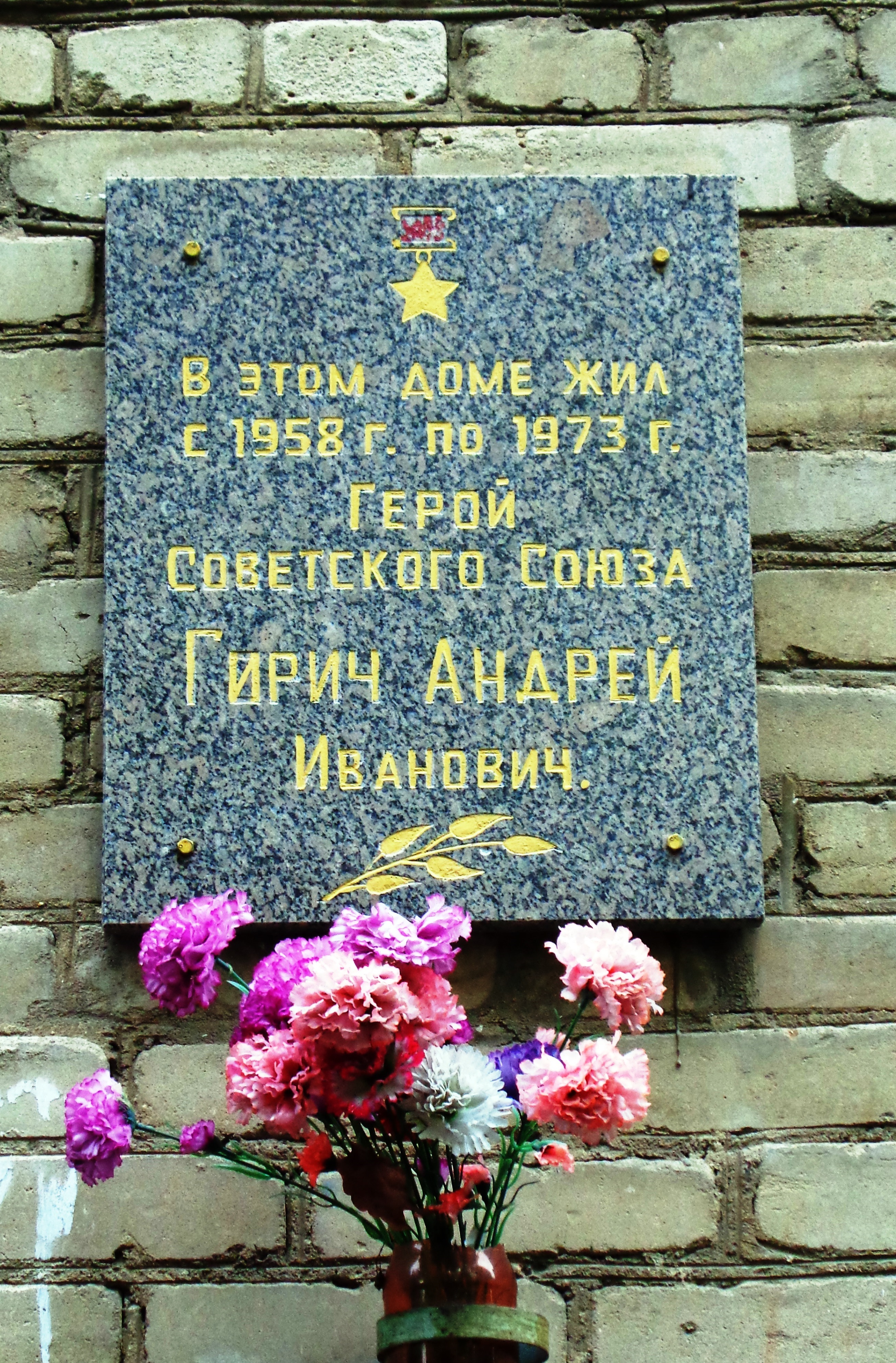
Мемориальная доска в Монино Московской области на доме № 7 по улице Авиационная, где проживал А. И. Гирич

После окончания войны продолжал службу в Советской Армии. В 1950 году окончил Военно-воздушную академию, в 1958 году — Военную академию Генерального штаба. С 1959 года по 1973 год генерал-майор авиации Андрей Гирич руководил кафедрой Тактики разведывательной авиации в Военно-воздушной академии имени Ю. А. Гагарина. Проживал в посёлке Монино Московской области.
Скончался 11 апреля 1973 года, похоронен на Гарнизонном кладбище Монино.
Был также награждён орденами Красного Знамени, Суворова 3-й степени, двумя орденами Красной Звезды и рядом медалей.

## Память

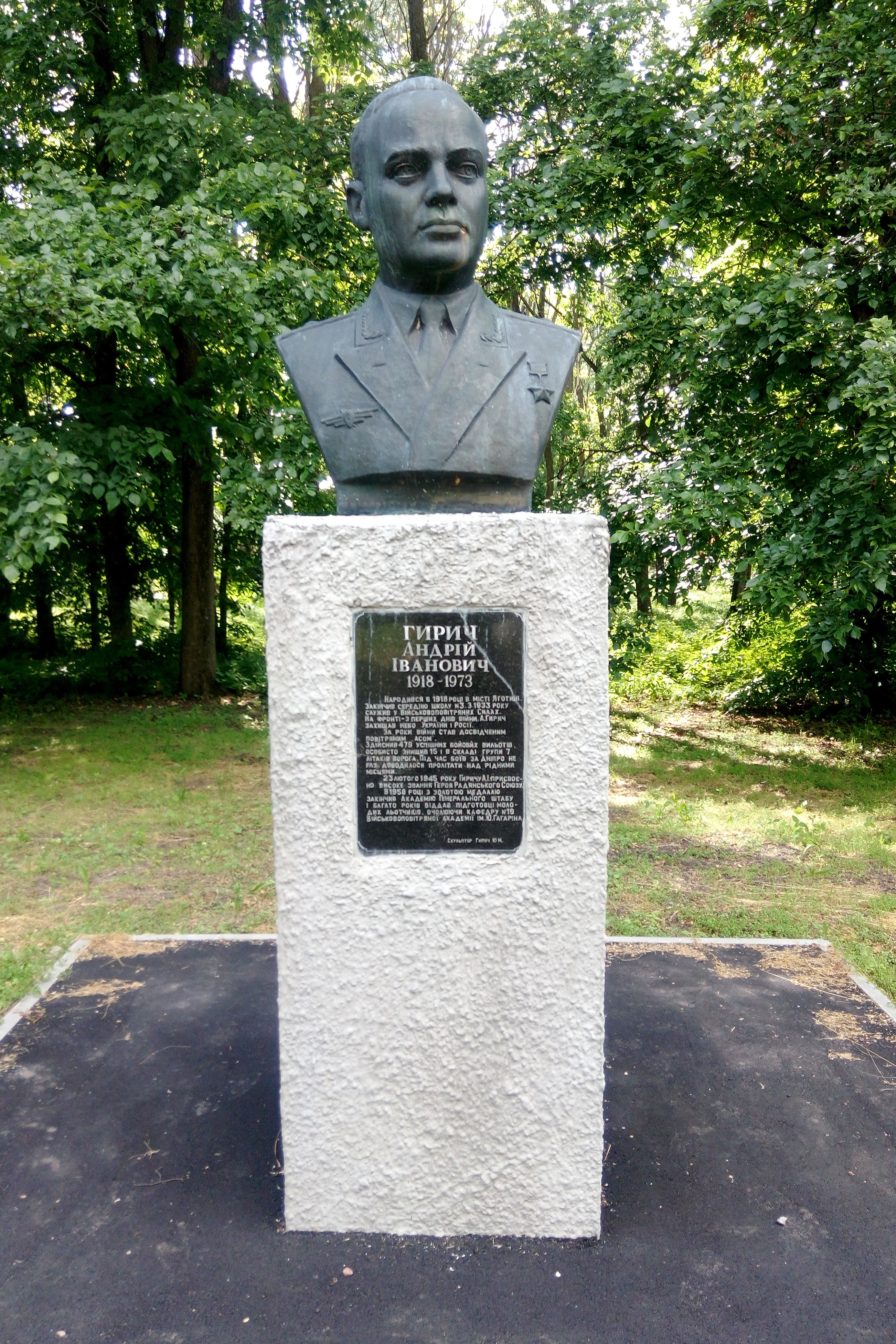
Бюст Андрею Гиричу на Аллее Героев-земляков в Яготине

- Бюст Андрею Гиричу на Аллее Героев-земляков в ЯготинеВ честь Гирича назван пассажирский теплоход МРФ Украины.
- Бюст Гирича установлен в Яготине[1].
- В Монино Московской области, где проживал Гирич, установлена мемориальная доска.